# Jérôme Radziwill

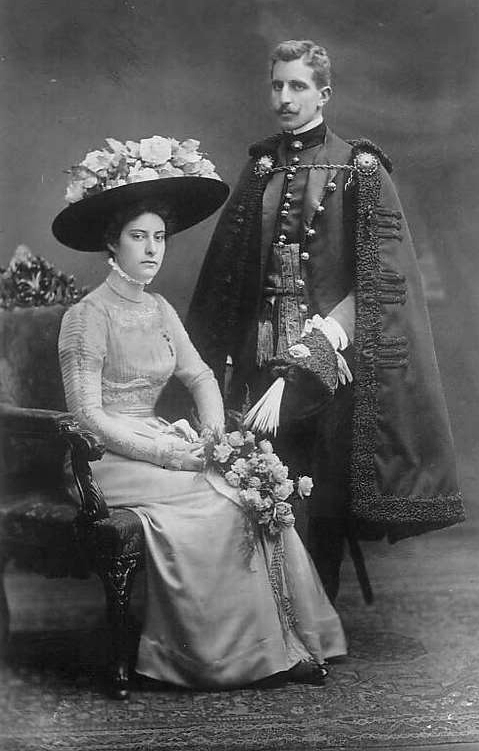
Jérôme Radziwill et son épouse Renée (1909).

Jérôme Nicolas Radziwill armoiries Trąby, né le 6 janvier 1885 à Cannes et décédé le 6 avril 1945 dans un camp de prisonniers situé près de Louhansk, en Union soviétique, est un prince polonais considéré comme un candidat possible à la couronne de Pologne pendant et après la Première Guerre mondiale. 

## Biographie
Issu de la très haute noblesse polonaise, Jérôme Radziwill est né en 1885 à Cannes. Diplômé du lycée de Feldkirch, en Autriche, il s'inscrit en 1904 à la faculté de droit de l'université Jagellonne à Cracovie. Il poursuit ensuite ses études au Collège d'agriculture de la même université. Le 16 janvier 1909, le prince Radziwill épouse à Żywiec l'archiduchesse Renée d'Autriche-Teschen, fille de l'archiduc Charles-Étienne de Teschen (1860-1933) et de la princesse Marie-Thérèse de Habsbourg-Toscane (1862-1933). Cependant, l'archiduchesse doit renoncer à ses droits à la couronne austro-hongroise car Vienne considère ce mariage comme morganatique. En effet, les Radziwill n'appartiennent pas à une maison souveraine.
Le couple a six enfants: les filles Maria et Éléonore et quatre fils - Dominique, Charles, Albert et Léon. Leurs cérémonies de baptême sont célébrées par les évêques de Cracovie dont Adam Stefan Sapieha et ont eu lieu dans la chapelle du palais du palais des Radziwill à Balice près de Cracovie. 
Pendant la Première Guerre mondiale, les gouvernements allemand et austro-hongrois, qui cherchent à préserver leur influence sur les territoires polonais, décident de redonner vie au Royaume de Pologne. En 1917, ils offrent la couronne à l'archiduc Charles-Étienne, mais envisagent aussi la candidature de Radziwill, considéré comme germanophile. Après la guerre et l'abdication de Charles-Étienne, le nom de Jérôme est à nouveau évoqué pour monter sur le trône, sans succès. La République polonaise qui retrouve sa souveraineté en 1918 abolit l'état de noblesse par la Constitution de mars 1921. 
Pendant l'Entre deux-guerres, Jérôme Radziwill ne s'engage pas dans la politique. Il séjourne en Pologne dans sa propriété de Balice et en France, où il fréquente le roi Alphonse XIII d'Espagne, cousin de son épouse. 
Devenu veuf en 1920, Jérôme Radziwill se remarie en 1933 avec sa cousine Hédwige Radziwill (1905-1974).
Pendant, la Seconde Guerre mondiale, le prince Jérôme s'engage dans la résistance polonaise et coopère avec l'organisation clandestine "Uprawa" (plus tard "Tarcza"), qui fournit à l'Armia Krajowa de la nourriture et de l'argent. En janvier 1945, des Soviétiques s'installent dans le domaine de Radziwill à Balice. Les soldats massacrent le bétail, dépouillent le palais de son intérieur, brûlent les meubles. En février, le prince Jérôme et son fils Léon sont arrêtés et envoyés à la prison de Cracovie à Montelupich. L'intercession du roi George VI, qui, intervient  par l'intermédiaire du ministre britannique Anthony Eden auprès de Vyacheslav Molotov se solde par un échec. Jérôme et Léon sont transportés avec un groupe de 2015  prisonniers par train de marchandises à Altchevsk dans le bassin houiller de Donetsk. Jérôme décède le 6 avril 1945 d'un épuisement. Les autorités du camp autorisent exceptionnellement des funérailles avec la participation des Polonais et l'enterrement du corps dans un cercueil. Le dernier propriétaire de Balice est enterré dans la steppe près du camp. .
La famille a réussi à faire sortir son fils Léon d'Altchevsk. Après sa libération, il a réussi à se rendre en France, puis en Argentine - où il a vécu jusqu'à la fin de sa vie.

## Famille
Jérôme Radziwill est le fils aîné du prince Dominique Radziwill (1852-1939) et de Maria de los Dolores de Agramonte (1854-1920).
Il épouse l'archiduchesse Renée d'Autriche-Teschen et de ce mariage, naissent 6 enfants :
- Marie-Thérèse Radziwiłł (1910-1973)
- Dominique Radziwill (1911-1976) qui épouse, en 1938, la princesse Eugénie de Grèce (1910-1989). Divorcé en 1946, le prince se remarie à la roturière américaine Lidia Lacey Bloodgood (1923-2008) ;
- Charles (Karol) Radziwill (1912-2005), qui épouse, en premières noces, Maria Luisa de Alvear y Quirno puis, en secondes noces, Maria Teresa Soto y Alderete ;
- Albert Radziwill (1914-1932)
- Éléonore Radziwill (1918), qui épouse le comte Benedykt Tyszkiewicz (1905-1956) avant de se remarier à Roger de Froidcourt ;
- Léon Radziwiłł (1922-1973)

Il se remarie à sa cousine Hédwige Radziwill (1905-1974).